# Tatrzańskie Ochotnicze Pogotowie Ratunkowe
Tatrzańskie Ochotnicze Pogotowie Ratunkowe (TOPR) – polskie stowarzyszenie zajmujące się, za zgodą ministra spraw wewnętrznych, ratownictwem górskim na obszarze polskich Tatr.

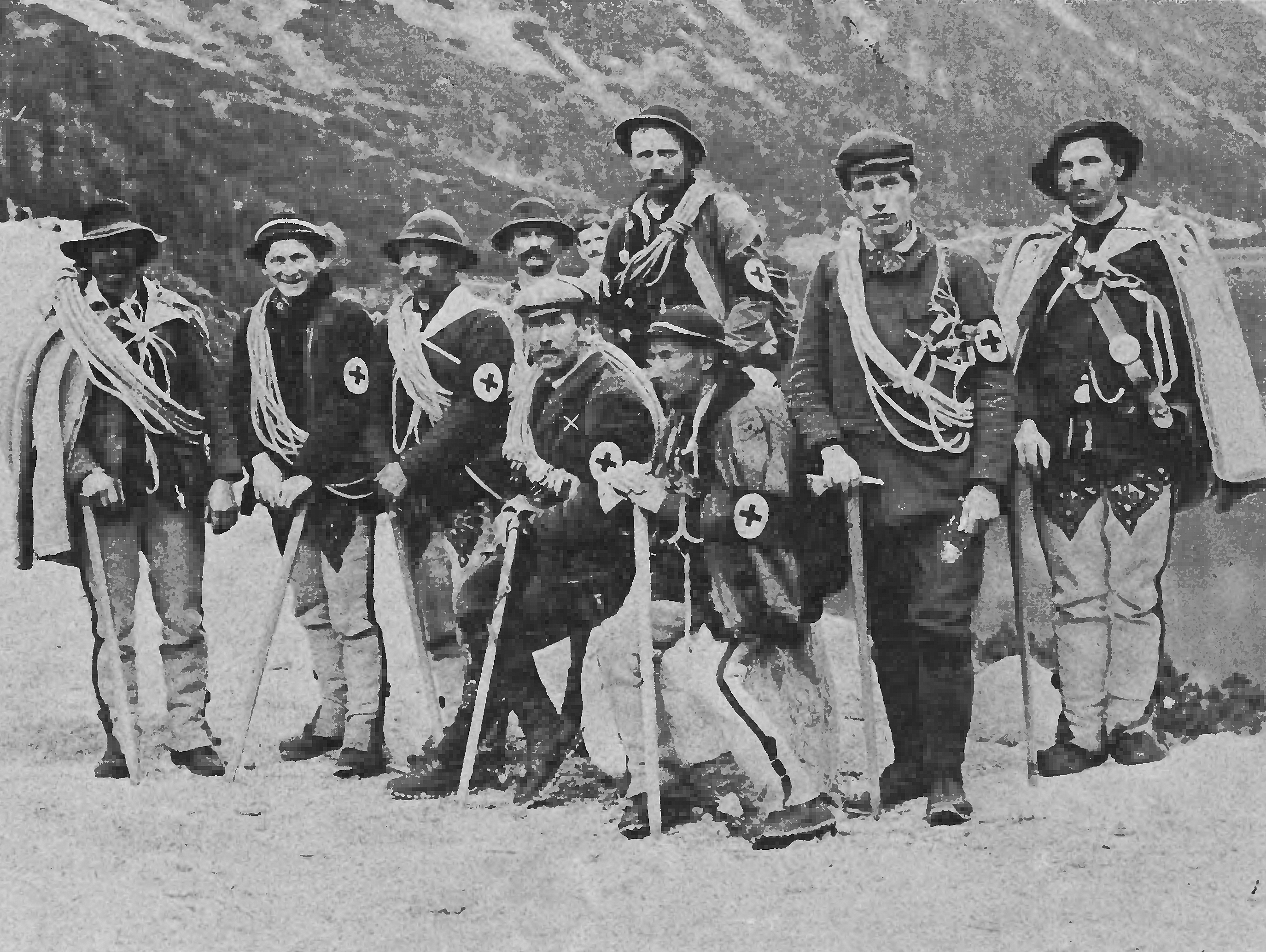
Pogotowie ratunkowe podczas poszukiwania prof. Weissa (1909). W środku Mariusz Zaruski (x), obok przewodnik Bachleda (1909)

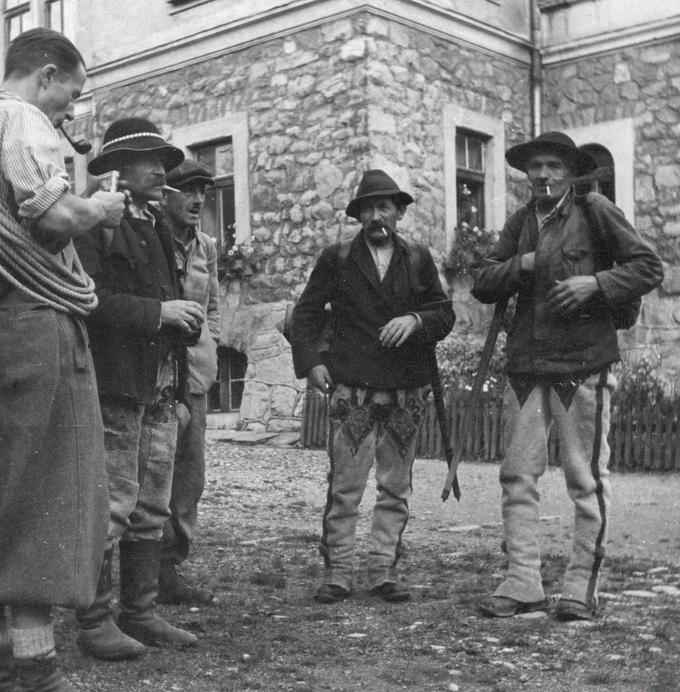
Ratownicy Tatrzańskiego Ochotniczego Pogotowia Ratunkowego (1942) – wówczas Freiwillige Tatra Bergwacht

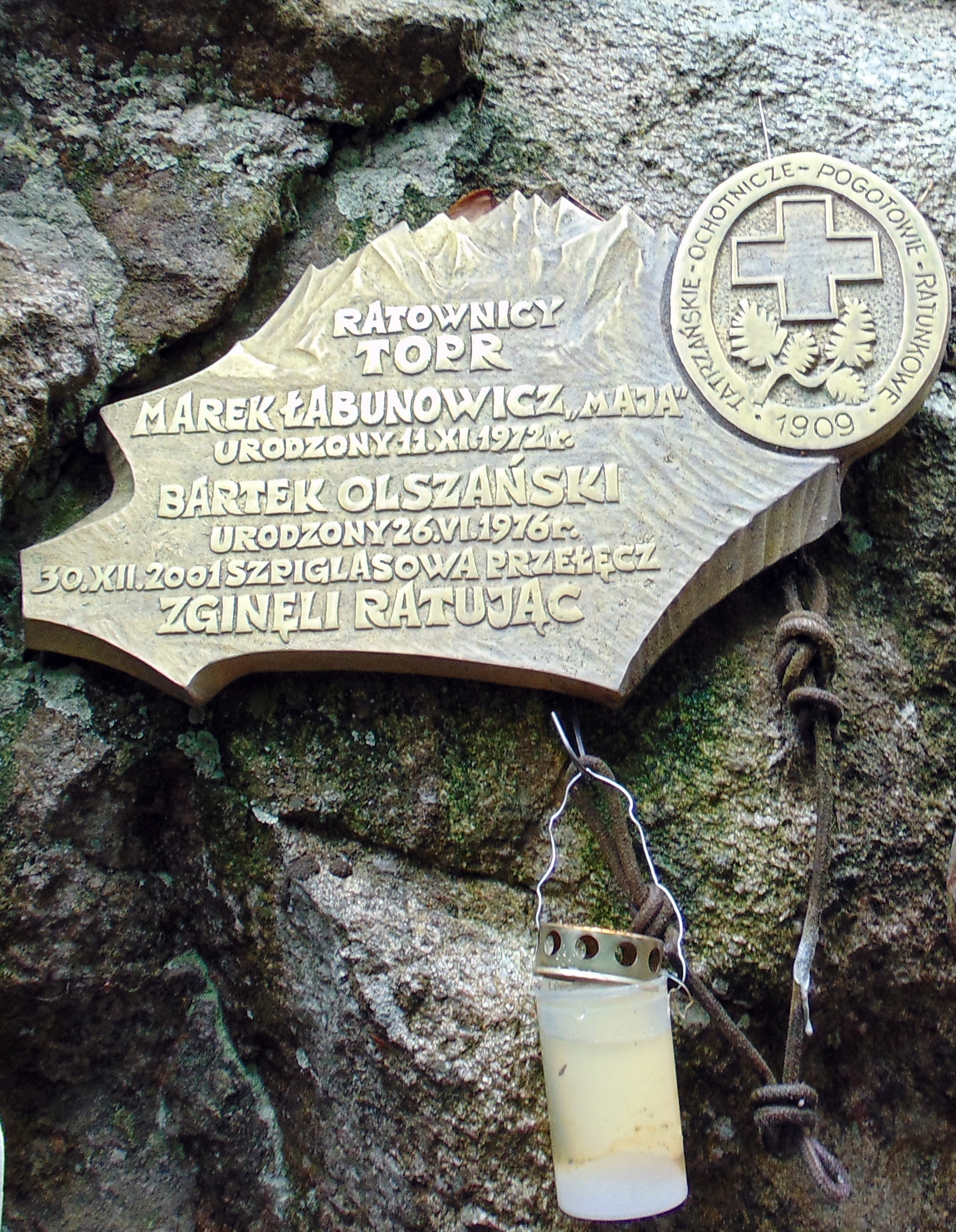
Tablica upamiętniająca ratowników TOPR, Tatrzański Cmentarz Symboliczny

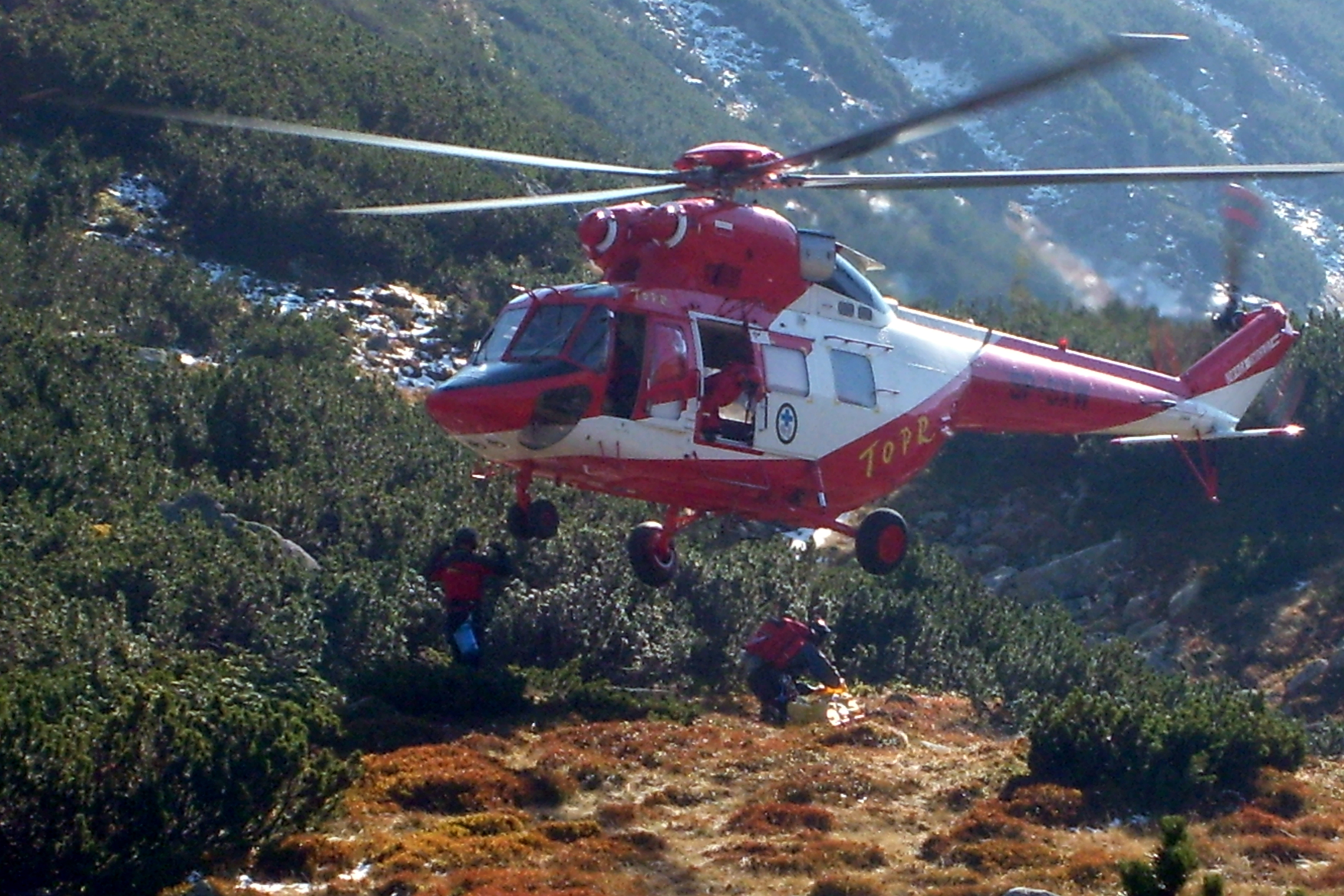
Akcja ratownicza Tatrzańskiego Ochotniczego Pogotowia Ratunkowego

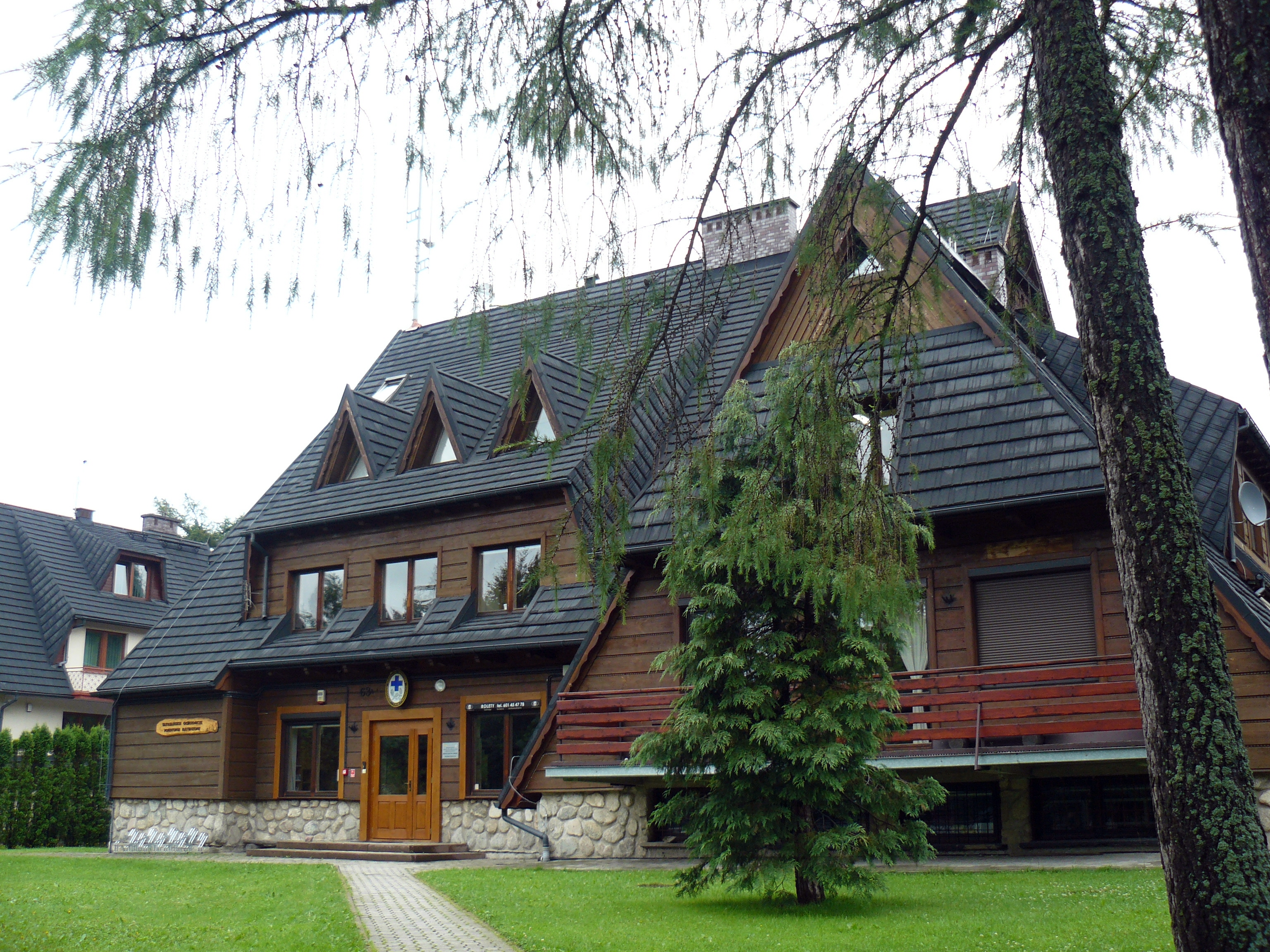
Budynek Tatrzańskiego ochotniczego Pogotowia Ratunkowego w Zakopanem

Aby zostać ratownikiem tatrzańskim, należy przejść okres próbny trwający od 1,5 roku do 3 lat. Trzeba wykazać się doskonałą znajomością topografii Tatr, a także praktycznymi umiejętnościami w dziedzinie wspinania, speleologii, narciarstwa, ratownictwa i autoasekuracji. Po zakończeniu szkolenia ratownik składa przysięgę na ręce naczelnika.

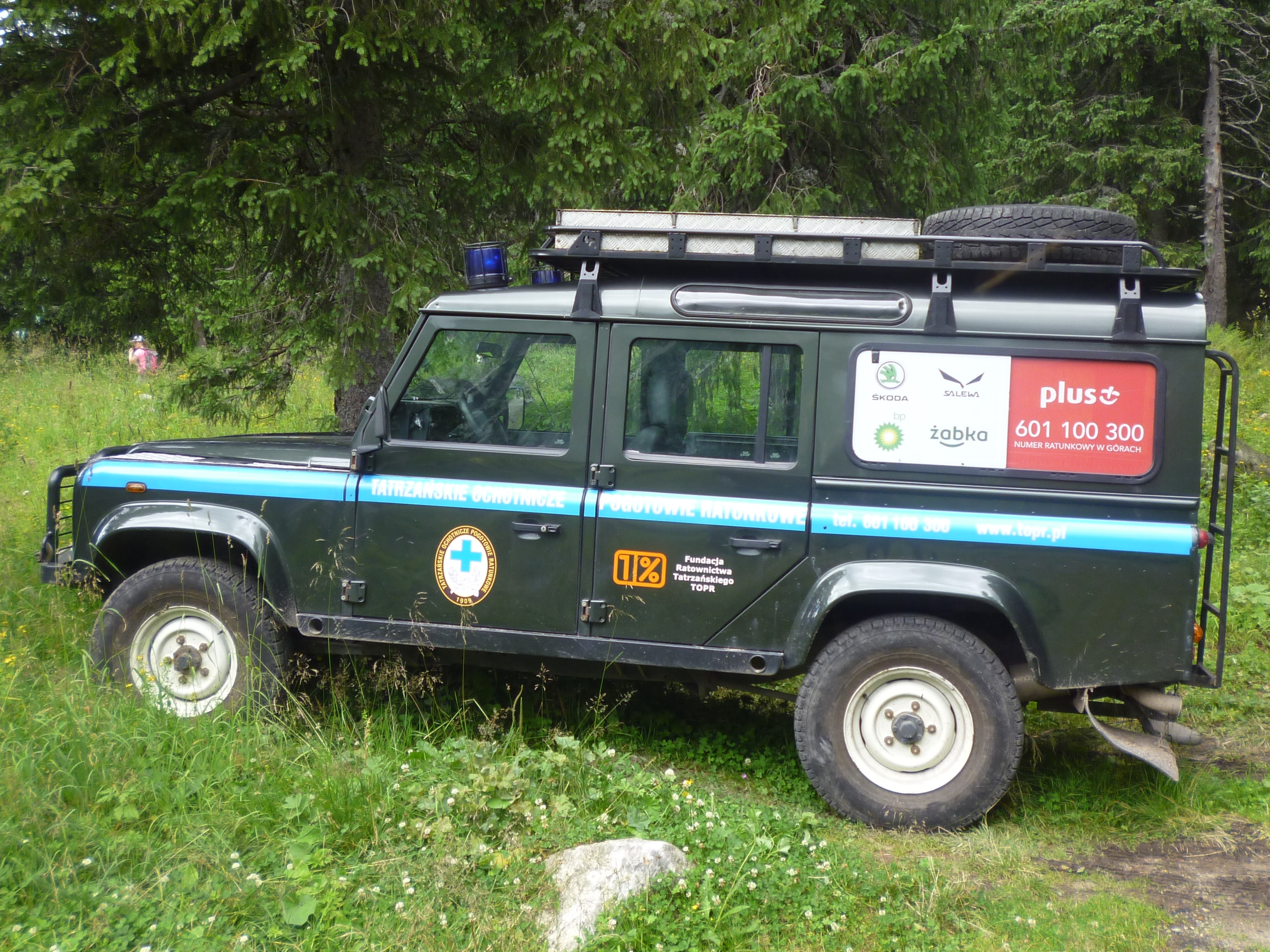
Land Rover Defender TOPR na Hali Gąsienicowej

W 2011 TOPR liczył ok. 250 członków, z których 140 posiadało uprawnienia do udziału w akcjach ratowniczych. W większości byli to ratownicy – ochotnicy. Tylko 33 posiadało status ratownika zawodowego. Natomiast w 2020 TOPR liczył 281 ratowników, w tym 41 zawodowych.
Siedziba TOPR jest zlokalizowana w Zakopanem, przy ul. Piłsudskiego 63a. W pobliżu, pod adresem ul. Piłsudskiego 65, jest zlokalizowana siedziba Górskiego Ochotniczego Pogotowia Ratunkowego, które funkcjonuje na obszarach górskich Polski innych niż Tatry.

## Historia
Projekt powołania stowarzyszenia zajmującego się ratownictwem górskim powstał w 1907 roku. Wtedy to Mieczysław Karłowicz opublikował projekt założenia pogotowia. Śmierć Mieczysława Karłowicza, który zginął zasypany przez lawinę 8 lutego 1909, przyspieszyła prace nad powstaniem organizacji. W połowie tego roku organizowane pogotowie uczestniczyło też w akcji poszukiwania w Tatrach zaginionego prof. Ernesta Weissa. Organizacja została zarejestrowana 29 października 1909 we Lwowie pod obecną nazwą. Prezesem stowarzyszenia został Kazimierz Dłuski, naczelnikiem Mariusz Zaruski, a siedzibą TOPR-u – Dworzec Tatrzański.
W 1910 w akcji ratunkowej na północnej ścianie Małego Jaworowego Szczytu, zginął jeden z ratowników – Klemens Bachleda – który nie usłuchał naczelnika, wzywającego go do powrotu słowami „Klimku, wracajcie”. Pomimo jego poświęcenia ranny taternik Stanisław Szulakiewicz zmarł, nie doczekawszy się pomocy.
W 1940 ratownicy zgodzili się przyjąć propozycję niemieckiego okupanta i przywrócić działalność TOPR-u, który funkcjonował w czasie wojny pod nazwą Freiwillige Tatra Bergwacht.
W 1952 Tatrzańskie Ochotnicze Pogotowie Ratunkowe zostało włączone w strukturę Górskiego Ochotniczego Pogotowia Ratunkowego, a cztery lata później ratownicy działali już pod nazwą Grupy Tatrzańskiej GOPR.
W 1963 po raz pierwszy użyto śmigłowca w akcji ratunkowej. Był to SM-1, pilotowany przez Tadeusza Augustyniaka. Helikopter przetransportował turystę ze złamaną nogą z Doliny Pięciu Stawów Polskich do zakopiańskiego szpitala.
W 1974 ratownicy wzbogacili się o pierwszego psa posiadającego licencję psa lawinowego. Był to „Cygan” – owczarek niemiecki.
W 1982 roku na ratowniczkę zaprzysiężono kobietę – Monikę Rogozińską (była to ostatnia nowa kobieta ratowniczka w TOPR aż do 2013 roku, kiedy to została zaprzysiężona Ewelina Wiercioch). W 1990 została powołana Fundacja Ratownictwa Tatrzańskiego TOPR, aby wspierać ratownictwo górskie realizowane przez TOPR.
W 1991 TOPR ponownie usamodzielnił się, wychodząc ze struktur GOPR-u. Rok później ratownicy tatrzańscy otrzymali od prezydenta Lecha Wałęsy śmigłowiec PZL W-3 Sokół, który miał wyższy pułap zawisu niż używany w tym czasie Mi-2, co pozwalało na bezpieczne prowadzenie akcji ratowniczej w wyższych partiach gór. Miał ponadto większy udźwig użyteczny w stosunku do tegoż śmigłowca, co pozwalało zabrać większą liczbę ratowników na pokład.
W 1994, 11 sierpnia 1994 doszło do katastrofy śmigłowca w Dolinie Olczyskiej SP-SXT PZL W-3 Sokół spowodowanej najprawdopodobniej rozwarstwieniem łopaty wirnika. Piloci Bogusław Arendarczyk i Janusz Rybicki oraz Czterech ratownicy Janusz Kubica i Stanisław Mateja zginęli. Film z katastrofy został nagrany przez świadka zdarzenia, i opublikowany na portalu Youtube .
W 1995 TOPR zaczął korzystać z nowego „Sokoła” obsługiwanego przez Lotnicze Pogotowie Ratunkowe. Początkowo maszyna stacjonowała w Zakopanem tylko sezonowo, od roku 2000 przeniesiono ją tu na stałe.
W 1999 TOPR został przyjęty w poczet członków Międzynarodowego Komitetu Ratownictwa Alpejskiego (IKAR).
W 2003 miał miejsce najtragiczniejszy do tej pory wypadek lawinowy w polskich Tatrach. 13-osobowa wycieczka licealistów z Tychów, zmierzająca na Rysy, została zasypana lawiną, która pochłonęła 8 ofiar śmiertelnych. Drugiego dnia akcji ratunkowej miała miejsce awaria „Sokoła”, podczas której zatrzymały się kolejno oba silniki śmigłowca. Henrykowi Serdzie (lecącemu bez ratowników na pokładzie, ponieważ zdołali oni bezpiecznie wyskoczyć w momencie zepsucia się pierwszego silnika) udało się wylądować autorotacyjnie; śmigłowiec uległ poważnemu uszkodzeniu (złamanie belki ogonowej), nie powodując jednak strat w obiektach naziemnych. Po tym incydencie Henryk Serda został zwolniony z pracy przez Lotnicze Pogotowie Ratunkowe, zarzucające mu łamanie przepisów lotniczych. Pilot został uniewinniony od zarzutu spowodowania niebezpieczeństwa katastrofy w ruchu powietrznym, a w 2005 zasiadł ponownie za sterami wyremontowanego „Sokoła”, eksploatowanego od tej pory bezpośrednio przez TOPR.

## Statystyki działań TOPR
| Działania TOPR                       | Rok  | Rok  | Rok  | Rok  | Rok  | Rok  | Rok  |
| Działania TOPR                       | 2014 | 2016 | 2019 | 2020 | 2021 | 2022 | 2023 |
| ------------------------------------ | ---- | ---- | ---- | ---- | ---- | ---- | ---- |
| Liczba działań ratowniczych          | 472  | 592  | 712  | 606  | 969  | 939  | 893  |
| wypadki turystyczne                  | 421  | 493  |      | 532  | 849  | 822  |      |
| wypadki taternickie                  | 22   | 22   |      | 29   | 29   | 26   |      |
| wypadki jaskiniowe                   | 2    | 1    |      | 3    | 2    | 3    |      |
| wypadki narciarskie / skiturowe      | 11   | 22   |      | 12   | 53   | 34   |      |
| wypadki rowerowe                     |      | 5    |      | 1    | 3    | 4    | 1    |
| inne                                 |      | 49   |      | 27   | 31   | 47   | 42   |
| zbędne alarmy                        |      |      |      | 2    | 3    | 2    | 2    |
| Liczba osób, którym udzielono pomocy | 551  | 709  | 1018 | 691  | 1109 | 1089 |      |

| ofiary śmiertelne |       |      |       |      |       |      |       |      |       |      |       |      |       |
| rok               | ofiar | rok  | ofiar | rok  | ofiar | rok  | ofiar | rok  | ofiar | rok  | ofiar | rok  | ofiar |
| 1909              | 2     | 1928 | 4     | 1947 | 8     | 1966 | 6     | 1985 | 18    | 2004 | 13    | 2023 | 18    |
| 1910              | 4     | 1929 | 5     | 1948 | 3     | 1967 | 7     | 1986 | 19    | 2005 | 17    |      |       |
| 1911              | 3     | 1930 | 3     | 1949 | 7     | 1968 | 6     | 1987 | 19    | 2006 | 14    |      |       |
| 1912              | 3     | 1931 | 2     | 1950 | 7     | 1969 | 10    | 1988 | 16    | 2007 | 15    |      |       |
| 1913              | 0     | 1932 | 6     | 1951 | 3     | 1970 | 9     | 1989 | 20    | 2008 | 12    |      |       |
| 1914              | 2     | 1933 | 6     | 1952 | 6     | 1971 | 15    | 1990 | 15    | 2009 | 15    |      |       |
| 1915              | 2     | 1934 | 6     | 1953 | 3     | 1972 | 17    | 1991 | 16    | 2010 | 22    |      |       |
| 1916              | 3     | 1935 | 2     | 1954 | 4     | 1973 | 12    | 1992 | 12    | 2011 | 22    |      |       |
| 1917              | 0     | 1936 | 8     | 1955 | 3     | 1974 | 16    | 1993 | 13    | 2012 | 23    |      |       |
| 1918              | 0     | 1937 | 13    | 1956 | 13    | 1975 | 7     | 1994 | 20    | 2013 | 15    |      |       |
| 1919              | 0     | 1938 | 5     | 1957 | 9     | 1976 | 11    | 1995 | 16    | 2014 | 14    |      |       |
| 1920              | 4     | 1939 | 6     | 1958 | 8     | 1977 | 14    | 1996 | 16    | 2015 | 13    |      |       |
| 1921              | 2     | 1940 | 2     | 1959 | 10    | 1978 | 27    | 1997 | 16    | 2016 | 21    |      |       |
| 1922              | 2     | 1941 | 3     | 1960 | 8     | 1979 | 17    | 1998 | 11    | 2017 | 14    |      |       |
| 1923              | 5     | 1942 | 2     | 1961 | 4     | 1980 | 16    | 1999 | 12    | 2018 | 16    |      |       |
| 1924              | 1     | 1943 | 6     | 1962 | 10    | 1981 | 13    | 2000 | 13    | 2019 | 16    |      |       |
| 1925              | 0     | 1944 | 3     | 1963 | 9     | 1982 | 15    | 2001 | 19    | 2020 | 21    |      |       |
| 1926              | 1     | 1945 | 3     | 1964 | 12    | 1983 | 16    | 2002 | 11    | 2021 | 9     |      |       |
| 1927              | 1     | 1946 | 2     | 1965 | 10    | 1984 | 11    | 2003 | 19    | 2022 | 19    |      |       |

## Naczelnicy TOPR
- TOPR 1909–1956:
  - Mariusz Zaruski (1909–1914)
  - Józef Oppenheim (1914–1939)
  - Zbigniew Korosadowicz (w 1945)
  - Tadeusz Pawłowski (w 1952)
  - Zygmunt Wójcik (1953–1956)
- Grupa Tatrzańska GOPR 1956–1991:
  - Zygmunt Wójcik (1956–1960)
  - Eugeniusz Strzeboński (1960–1964)
  - Zygmunt Wójcik (1964–1966)
  - Michał Gajewski (1967–1969)
  - Ryszard Drągowski (1969–1972)
  - Michał Jagiełło (1972–1974)
  - Tadeusz Ewy (1974–1976)
  - Stanisław Janik (1976–1977)
  - Ryszard Szafirski (1977–1978)
  - Jerzy Klimiński (1978–1981)
  - Jan Komornicki (1981–1982)
  - Stanisław Łukaszczyk Zbójnik (1982–1987)
  - Jan Komornicki (w 1987)
  - Piotr Malinowski (1987–1991)
- TOPR od 1991:
  - Piotr Malinowski (1991–1993)
  - Robert Janik (1993–1998)
  - Jan Krzysztof (od 1998)

Personel latający w TOPR w latach 1963–2003:
Piloci: Tadeusz Augustyniak (1930–2011), Bogusław Arendarczyk, Andrzej Brzeziński, Robert Hojdys, Józef Kania, Zbigniew Łukasik, Janusz Rybicki, Henryk Serda, Janusz Siemiątkowski, Wojciech Wiejak i Wiesław Wolański.

## Telefon ratunkowy
Tatrzańskie Ochotnicze Pogotowie Ratunkowe używa telefonów ratunkowych: 985 oraz (+48) 601 100 300.

## Upamiętnienia
Z okazji 100. rocznicy powstania TOPR Poczta Polska wprowadziła do obiegu znaczek, na którym umieszczono fotografię jednego z pierwszych ratowników górskich TOPR.
Na wierzchołku Rysów umieszczono pamiątkową tablicę oraz krzyż, które jednak zostały zdemontowane, gdyż zostały tam umieszczone nielegalnie przez nieustalone osoby.
Także z okazji 100. rocznicy na DVD został wydany film Na każde wezwanie naczelnika o historii TOPR-u.